# Wohnhaus Persiusstraße 3 (Potsdam)

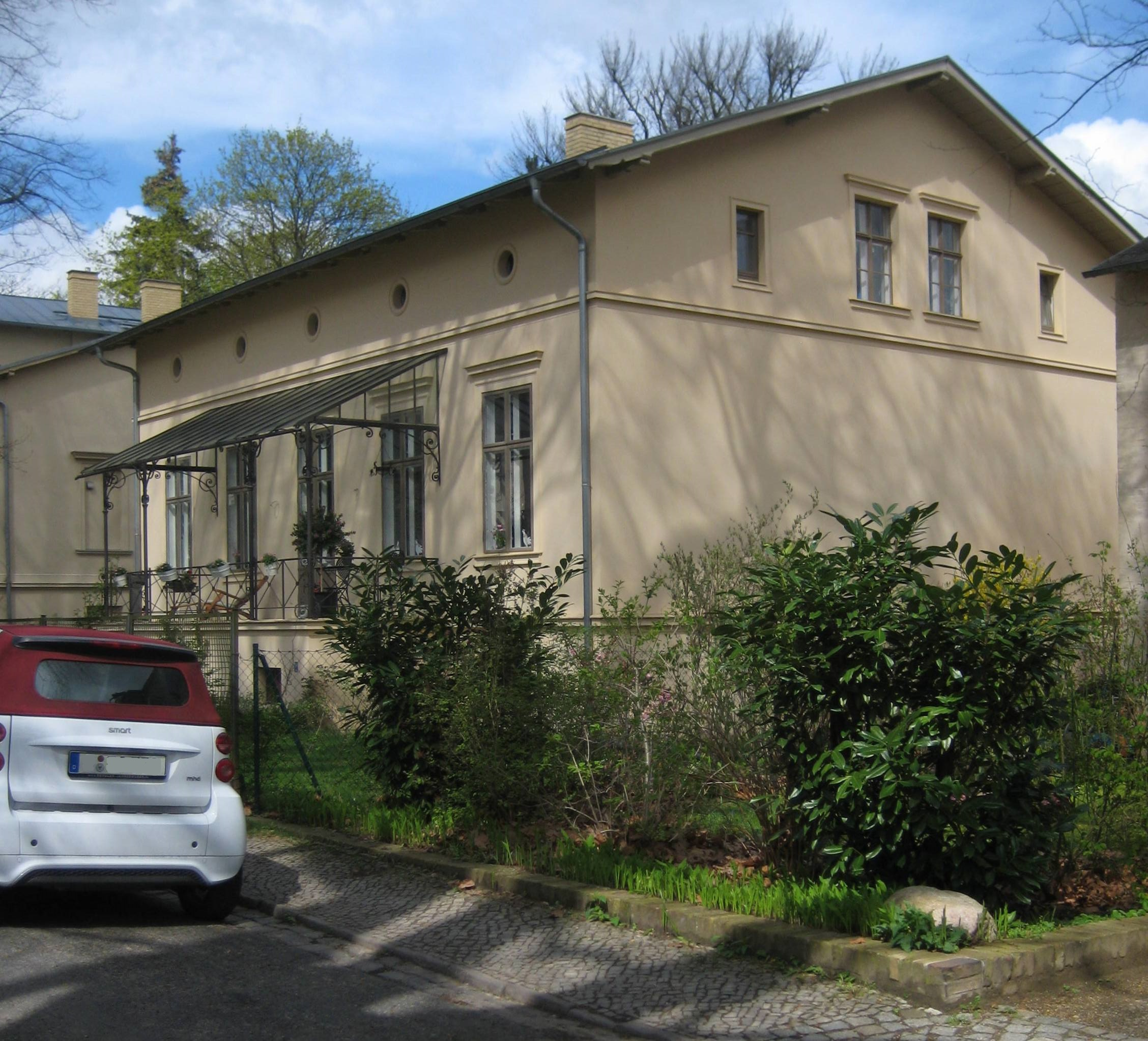
Wohnhaus Persiusstraße 3

Das Wohnhaus Persiusstraße 3 ist ein denkmalgeschütztes Gebäude in der Nauener Vorstadt von Potsdam. 

## Geschichte
Das Wohnhaus in der damaligen Große Weinmeisterstraße 50 a wurde 1872/1873 im Auftrag des Majors a. D. Albert von Kalkreuth (1820–1893) errichtet. Hofmaurermeister Friedrich August Hasenheyer (1823–1891) fertigte den Entwurf und ließ den Bau durch sein Unternehmen ausführen. Nach Albert von Kalkreuths Tod war dessen Witwe Louise von Kalkreuth, geb. von Reuß (1828–1896) Eigentümerin und nachfolgend deren unverheiratete Tochter Elisabeth von Kalckreuth (* 1861). Laut Potsdamer Adressbuch für 1900 lebte die Tochter nicht mehr im Haus, hatte es aber vermietet.
Das Anwesen ging nach 1900 in kirchlichen Besitz und ist in den Potsdamer Adressbüchern unter verschiedenen Namen zu finden. Laut Adressbuch für 1903 gehörte es der Kaiserin-Augusta-Stiftung, 1904 Auguste-Victoria-Pfingsthaus-Stiftung des Evangelisch-Kirchlichen Hilfsvereins, 1919 Pfingstkirche, 1925 Auguste-Viktoria-Gedächtniskirche, 1930 Kirchengemeinde der Auguste-Viktoria-Gedächtniskirche und 1936/37 Gemeindekirchenrat der Kaiserin-Auguste-Viktoria-Gedächtniskirche Potsdam. Das Haus war durchgehend vermietet. Seit etwa 1935 nutzte es die Kirchengemeinde zur Unterbringung von Kantoren und Gemeindeschwestern. Haus und Grundstück blieben über 100 Jahre Eigentum der Kirche (Stand 2003). Das Gebäude ist in Privateigentum und wurde 2010/2011 denkmalgerecht saniert.

## Architektur
Der traufständige, fünfachsige Putzbau ist eingeschossig auf hohem Sockelgeschoss mit flachem Satteldach. Gurtgesimse gliedern die Fassade. Hochrechteckige Fenster belichten die Räume im Erdgeschoss, kleine runde Drempelfenster und kleine hochrechteckige Giebelfenster belichten das Dachgeschoss. Dem Haus ist zur Straßenseite eine Veranda vorgelagert. Der von einer Pergola überdachte Eingangsbereich liegt auf der Giebelseite im Nordwesten.